# Ried im Oberinntal
Ried im Oberinntal é um município da Áustria, situado no distrito de Landeck, no estado do Tirol. Tem 27,42 km² de área e sua população em 2019 foi estimada em 1.274 habitantes.